# Zajezierce
Zajezierce – wieś w Polsce położona w województwie podlaskim, w powiecie białostockim, w gminie Zabłudów.
W latach 1975–1998 miejscowość administracyjnie należała do województwa białostockiego.
Miejscowość w strukturze cerkwi prawosławnej należy do parafii w Białymstoku. Natomiast wierni kościoła rzymskokatolickiego należą do parafii św. Apostołów Piotra i Pawła w Zabłudowie.